# Bill Cosby

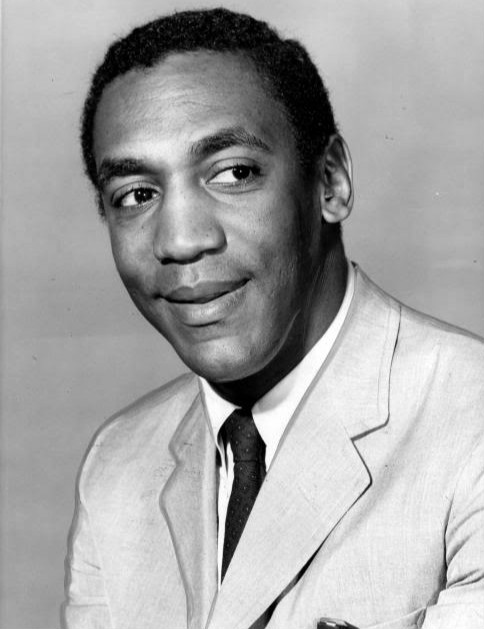
Bill Cosby 1965.

William Henry "Bill" Cosby, Jr, född 12 juli 1937 i Philadelphia i Pennsylvania, är en amerikansk komiker, skådespelare, regissör, filmproducent och författare. Cosby är från sin yrkeskarriär främst känd för rollen som doktor Cliff Huxtable i den under 1980-talet populära TV-serien Cosby.
Bill Cosby blev 1964 den förste svarte skådespelare som vunnit en Emmy, och har även vunnit ett flertal andra priser, bland annat svenska Aftonbladets TV-pris där han utsetts till "Årets utländska man" fyra gånger.
Efter flera års öppna anklagelser från ett femtiotal kvinnor gällande att Cosby skulle ha förgripit sig sexuellt på dem, dömdes han i april 2018 till fängelse för att ha drogat och sexuellt ofredat en kvinna 14 år tidigare. Strafflängden bestämdes senare till fängelse i tre till tio år. Denna dom överklagades och Pennsylvanias högsta domstol upphävde domen 30 juni 2021.

## Biografi

### Tidiga år och karriär
Cosby föddes 1937 i Philadelphia, som en av fyra söner till makarna Anna Pearl och William Henry Cosby Sr. Bill Cosby medverkade i pjäser och deltog i flera olika sporter i skolan. Han började studera vid Temple University 1961. Samma år började han arbeta extra som bartender, i samband med detta började Cosby även uppträda på scen.
Bill Cosby lämnade inom kort universitet för att istället satsa på en karriär som ståuppkomiker. Sommaren 1963 uppnådde han nationell uppmärksamhet i NBC:s The Tonight Show. Detta ledde till ett skivkontrakt med Warner Bros. Records, som 1964 gav ut hans debutskiva Bill Cosby Is a Very Funny Fellow...Right!, den första i en serie av humoralbum, däribland To Russell, My Brother, Whom I Slept With. År 1983 släppte Cosby konsertfilmen Bill Cosby: Himself och 1984 hade hans nya komediserie Cosby premiär.

### Bill Cosby i reklam
Bill Cosby har även medverkat i reklam och blev den förste att vinna Amerikanska reklamförbundets pris "President's Award for Contributions to Advertising" år 2011. Cosby första reklamuppdrag var för White Owl-cigarrer och han har sedan dess gjort reklam för bland annat Kodak, Coca-Cola, Texas Instruments och Jell-O. För sin medverkan i marknadsföringen av Texas Instruments TI-99/4A fick Cosby en miljon dollar per år. Cosby blev även anställd av den amerikanska valmyndigheten för att öka valdeltagandet bland afroamerikaner till det federala valet 1990 tillsammans med Magic Johnson, Alfre Woodard och Miss America Debbye Turner.

### Anklagelser om sexuella övergrepp
Ett femtiotal kvinnor har sedan 2014 trätt fram och anklagat Cosby för att ha drogat dem och tvingat dem till sex mot deras vilja. Cosby själv har officiellt förnekat alla dessa anklagelser och benämnt dem som "grundlösa". Enligt domstolsdokument från 2005 har han dock under ed vittnat och erkänt att han skaffat party- och sexdrogen metakvalon med avsikt att använda på kvinnor han ville ha sex med.

#### Fängelsedom
Efter att en tidigare rättegång där Cosby stått åtalad för sexuella övergrepp ogiltigförklarats i juni 2017 efter att juryn inte hade kunnat komma överens, dömdes till sist Bill Cosby i april 2018 till fängelse för att ha drogat och sexuellt ofredat en kvinna 14 år tidigare. Strafflängden bestämdes inte men brottet sades kunna ge upp till 10 år plus böter för var och en av de tre åtalspunkterna. Trots de många vittnesmålen om Cosby rörande sexuella övergrepp hade bara detta enda fall tagits upp i domstol.
I september samma år fastställdes Cosbys straff till fängelse i tre till tio år. Utöver detta är han tvungen att gå i månatlig terapi för resten av sitt liv, samt att anmäla sin närvaro till myndigheterna en gång i kvartalet. Cosbys namn kommer att hamna i ett register för dömda sexförbrytare som skickas ut till grannskap och skolor, och han begränsas i var han får bo och röra sig. Han kommer heller inte att kunna släppas fri mot borgen.

#### Överklagan
Den 23 juni 2020 beslutade Pennsylvanias högsta domstol att Cosby skulle kunna överklaga sin dom för sexuella övergrepp baserat på frågor om vittnesmål från ett vittne som är "mer fördomsfullt än bevisande". Domstolen gick också med på att granska om en tidigare åklagare år 2005 hade meddelat Cosby att han inte skulle åtalas för överfallet, vilket resulterade i att Cosby gick med på att vittna i sin anklagares civilrättsliga stämning.

#### Frisläppande
Den 30 juni 2021 upphävde Pennsylvanias högsta domstol Cosbys fällande dom med hänvisning till kränkningar av hans rättsliga rättigheter. Domstolen tolkade åklagare Castors pressmeddelande från 2005 som ett löfte att inte åtala Cosby, vilket ledde till att Cosby lämnade vittnesmål i sin civila stämning som senare användes som nyckelbevis i hans brottmål. Då detta resulterade i att han dömdes för att ha sexuellt ofredat en kvinna, drog Pennsylvania högsta domstol slutsatsen att Cosbys rättsliga processrättigheter kränkts.
Cosby släpptes från fängelset samma dag som hans dom upphävdes. Han hade då suttit fängslad i nästan tre år.

### Privatliv
Bill Cosby är sedan 25 januari 1964 gift med Camille Hanks som på långt håll är släkt med Nancy Hanks, Abraham Lincolns mor.
Cosby doktorerade 1976 i pedagogik vid University of Massachusetts i Amherst.

## Filmografi i urval
- 1965–1968 – I Spy (TV-serie) (82 avsnitt)
- 1969–1971 – The Bill Cosby Show (TV-serie) (52 avsnitt)
- 1969 – Bob & Carol & Ted & Alice (ej krediterad)
- 1971–1973 – The Electric Company (TV-serie) (260 avsnitt)
- 1974 – Uptown Saturday Night
- 1975 – Kalabalik i gangstervärlden
- 1976 – Ambulansjakten
- 1978 – California Suite
- 1983 – Bill Cosby: Himself
- 1984–1992 – Cosby (TV-serie) (197 avsnitt)
- 1987 – Dotter på vift (TV-serie)
- 1987 – Leonard
- 1990 – Titta han spökar
- 1993 – The Meteor Man
- 1994–1995 – The Cosby Mysteries (TV-serie) (18 avsnitt)
- 1996 – Jack